# إدوارد غانز
إدوارد غانز (بالألمانية: Eduard Gans)‏ هو محامي وفيلسوف ألماني، ولد في 22 مارس 1797 في برلين في ألمانيا، وتوفي بنفس المكان في 5 مايو 1839.

## وصلات خارجية
- إدوارد غانز على موقع الموسوعة البريطانية (الإنجليزية)